# Mark Patton

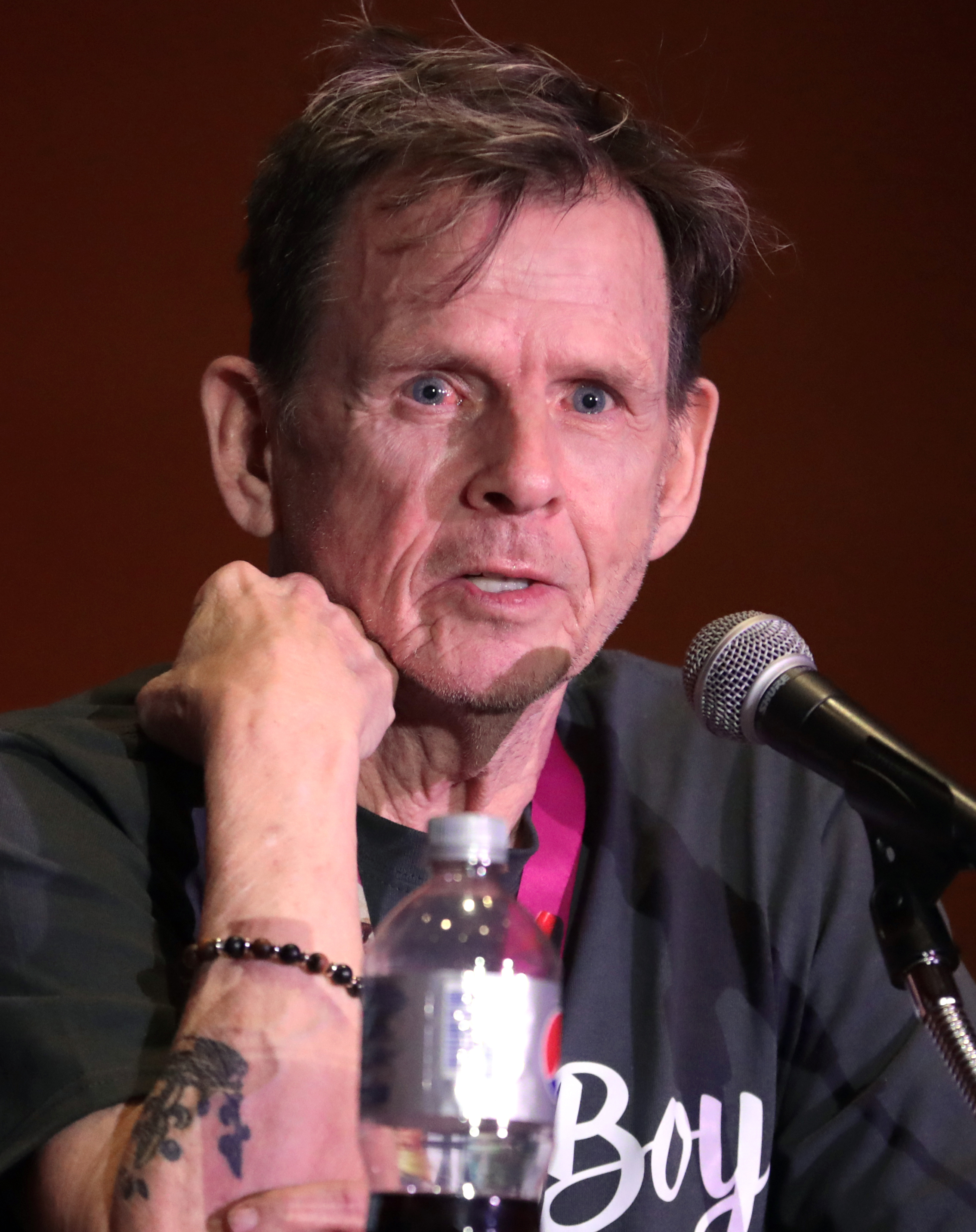
Mark Patton, 2023

Mark Patton (* 22. September 1959 in Riverside, Missouri) ist ein US-amerikanischer Schauspieler. Durch seine Hauptrolle in Nightmare II – Die Rache wurde er der Öffentlichkeit als erste männliche Scream Queen bekannt.

## Karriere
Patton wuchs in Missouri auf und zog nach dem Abschluss der Highschool (im Alter von 18 Jahren) nach New York City, um Schauspieler zu werden. Es vergingen einige Jahre, in denen Patton sich mit verschiedenen Gelegenheitsjobs durchschlug, bis er sich schließlich als Bühnendarsteller etablieren und 1982 mit einer Rolle in dem Broadway-Stück Come Back to the Five and Dime, Jimmy Dean, Jimmy Dean einen ersten Erfolg landen konnte. Im selben Jahr wiederholte Patton seine Rolle auch in einer gleichnamigen Verfilmung des Bühnenstücks. Obwohl seine Rolle (die des Joe) eindeutig als homosexuell dargestellt wurde, war es Patton untersagt worden, ein Interview mit dem Magazin The Advocate zu führen, was den Schauspieler erstmals auf die (zu jener Zeit scheinbar verstärkt vorhandene) Homophobie in Hollywood aufmerksam machte.
Ebenfalls 1982 spielte Patton eine größere Rolle in dem Science-Fiction-Film Anna to the Infinite Power. 1983 bekam Patton eine Rolle in dem Fernsehfilm Kelsey's Son, in dem Chuck Connors die Hauptrolle spielen sollte. Dieser wurde jedoch niemals im Fernsehen ausgestrahlt. 1985 wurde Patton für die Hauptrolle des Jesse Walsh in dem Horrorklassiker Nightmare II – Die Rache besetzt, was bis heute als seine vermutlich bekannteste Darstellung gelten kann. Auch hier fielen Filmkritikern die vermehrt im Film auftauchenden homosexuellen Anspielungen auf, welche ursprünglich erst dem Hauptdarsteller Patton zugeschrieben wurden. Allerdings gab der Drehbuchautor David Chaskin 2010 in einer Dokumentation über die Nightmare-Reihe zu, diese Elemente tatsächlich beabsichtigt eingefügt zu haben.
1986 wurde Patton von CBS für eine Episode der Fernsehserie CBS Schoolbreak Special besetzt, in welcher er erneut einen homosexuellen Charakter spielte. Doch als man ihn im Zuge dieser Darstellung auf seine eigene Sexualität ansprach und ihn förmlich dazu drängte, sich der Außenwelt gegenüber zum Schein als heterosexuell zu präsentieren, legte er seine ganze Schauspielkarriere vorerst auf Eis, da er gegen die in den 1980er Jahren in Hollywood vorherrschende Homophobie eine starke Abneigung entwickelt hatte. Er orientierte sich in Folge beruflich komplett um und arbeitete die nächsten 28 Jahre als Raumausstatter.
Ab 2016 zeigte sich, dass Patton wieder als Schauspieler aktiv geworden war: So trat er in erwähntem Jahr in dem Horrorfilm Family Possessions in einer der Hauptrollen auf. 2017 folgte eine Nebenrolle in Amityville: Evil Never Dies.

## Privatleben und gesundheitliche Probleme
Patton lebt offen homosexuell. Im Alter von 40 Jahren wurde er als HIV-positiv diagnostiziert. Zusätzlich wurden auch Mykose sowie Tuberkulose bei Patton diagnostiziert. Als sich sein Gesundheitszustand verschlechterte, zog Patton im Jahr 2004 nach Mexiko, wo er seinen späteren Ehemann, einen Mexikaner, kennenlernte.
Aufgrund seiner eigenen Vergangenheit und sexuellen Orientierung ist Patton ein aktiver Unterstützer der non-Profit-Organisation Trevor Project, die homosexuellen Jugendlichen Unterstützung leistet.

## Filmografie
- 1982: Komm zurück, Jimmy Dean (Come Back to the Five and Dime, Jimmy Dean, Jimmy Dean)
- 1983: Kelsey's Son (Fernsehfilm)
- 1983: Annas Geheimnis (Anna to the Infinite Power, Fernsehfilm)
- 1985: Nightmare II – Die Rache
- 1986: CBS Schoolbreak Special (Fernsehserie, Folge 3x2)
- 1986: Hotel (Fernsehserie, Folge 3x13)
- 1989: Reise in ein besseres Leben (Misplaced)
- 2003: Freddy vs. Jason (nur Archivmaterial)
- 2010: Never Sleep Again: The Elm Street Legacy (Dokumentation)
- 2016: Family Possessions
- 2017: Amityville: Evil Never Dies
- 2020: 1 Dead Dog
- 2021: Happy Slashers (Fernsehserie, Stimme)
- 2022: Swallowed
- 2022: Reunion from Hell 2